# Jezioro (Stary Kębłów)
Jezioro (do 1996 Jeziora) – część wsi Stary Kębłów, w województwie mazowieckim, w powiecie garwolińskim, w gminie Żelechów. 
W latach 1975–1998 Jezioro administracyjnie należało do województwa siedleckiego.